# HD 96167
HD 96167 är en G-typ underjättestjärna som är belägen 283 ljusår från jorden i Bägaren. Den har en skenbar magnitud på 8,09 och en absolut magnitud på 3,47. År 2009, upptäcktes en planet runt stjärnan, HD 96167 b.